# Namida no Niji/SAVE ME
Singles de Aya Ueto
Way To Heaven
(2007) Smile for.../Mou Ichido Dake
(2009)
Namida no Niji/SAVE ME est le 15e single de Aya Ueto sorti sous le label Pony Canyon le 30 mai 2007 au Japon. Il atteint la 17e place du classement de l'Oricon. Il se vend à 8 904 exemplaires la première semaine, et reste classé pendant 5 semaines, pour un total de 14 858 exemplaires vendus.
Namida no Niji a été utilisé comme chanson thème pour le drama Hotelier; et Save Me a été utilisé pour une émission sportive J Spo. Namida no Niji se trouve sur l'album Happy Magic ~Smile Project~.

## Liste des titres
| 1. | Namida no Niji                | 4:25 |
| 2. | Save Me                       | 5:36 |
| 3. | Way to Heaven ~100db mix~     | 4:45 |
| 4. | Namida no Niji ~Instrumental~ | 4:23 |
| 5. | Save Me ~Instrumental~        | 5:32 |